# Lakasjön (Arjeplogs socken, Lappland)
Lakasjön är en sjö i Arjeplogs kommun i Lappland och ingår i Umeälvens huvudavrinningsområde. Sjön är 8,3 meter djup, har en yta på 0,0819 kvadratkilometer och är belägen 540,4 meter över havet. Lakasjön ligger i Laisdalens fjällurskog Natura 2000-område. Sjön avvattnas av vattendraget Rabnajåkkå.

## Delavrinningsområde
Lakasjön ingår i det delavrinningsområde (734603-155362) som SMHI kallar för Utloppet av Bajeb Rabna. Medelhöjden är 552 meter över havet och ytan är 4 kvadratkilometer. Det finns inga avrinningsområden uppströms utan avrinningsområdet är högsta punkten. Rabnajåkkå som avvattnar avrinningsområdet har biflödesordning 4, vilket innebär att vattnet flödar genom totalt 4 vattendrag innan det når havet efter 422 kilometer. Avrinningsområdet består mestadels av skog (84 procent). Avrinningsområdet har 0,66 kvadratkilometer vattenytor vilket ger det en sjöprocent på 16,4 procent.